# Сілецький Сергій Валерійович
Сергій Валерійович Сілецький (нар. 2 травня 1971, Миколаїв) — радянський та український футболіст, захисник, півзахисник. У вищій лізі України виступав за «Миколаїв» (73 матчі) і «Ворсклу» (1 матч).

## Футбольна кар'єра
Футболом розпочав займатися в ДЮСШ «Суднобудівник» (Миколаїв). Перший тренер Олександр Чунихін. Деякий час навчався в Дніпропетровському спортінтернаті у тренера Ігоря Ветрогонова.
У дорослому футболі Сілецький дебютував у 1989 році в очаківському «Маяку». У його складі ставав володарем Кубку Радянського Союзу серед виробничих колективів, завоював путівку до другої ліги чемпіонату СРСР. Після розпаду Радянського Союзу грав у першій лізі України. У 1994 році перейшов до головної команди області. У СК «Миколаїв» дебютував 27 березня 1994 року в домашньому матчі з алчевською «Сталлю». У цьому матчі Сілецький забив два м'ячі — половину від загальних чотирьох у складі «корабелів» (187 матчів). Надалі продовжив кар'єру в полтавській «Ворсклі», запорізькому «Торпедо», южноукраїнській «Олімпії ФК АЕС», миколаївському «Воднику», херсонському «Кристалі» і ПФК «Севастополь». У чемпіонатах Союзу й України він зіграв 413 матчів, забив шість м'ячів.

## Досягнення
Маяк (Очаків)
- Кубок СРСР серед виробничих колективів
  -  Володар (1): 1990

СК «Миколаїв»
- Перша ліга чемпіонату України
  -  Чемпіон (1): 1997/98

Водник
- Аматорський чемпіонат України
  -  Бронзовий призер (1): 2002

ПФК «Севастополь»
- Друга ліга чемпіонату України
  -  Чемпіон (1): 2006/07

## Сім'я
Син футболіста Валерія Сілецького.